# فك التباس دلالة الكلمة

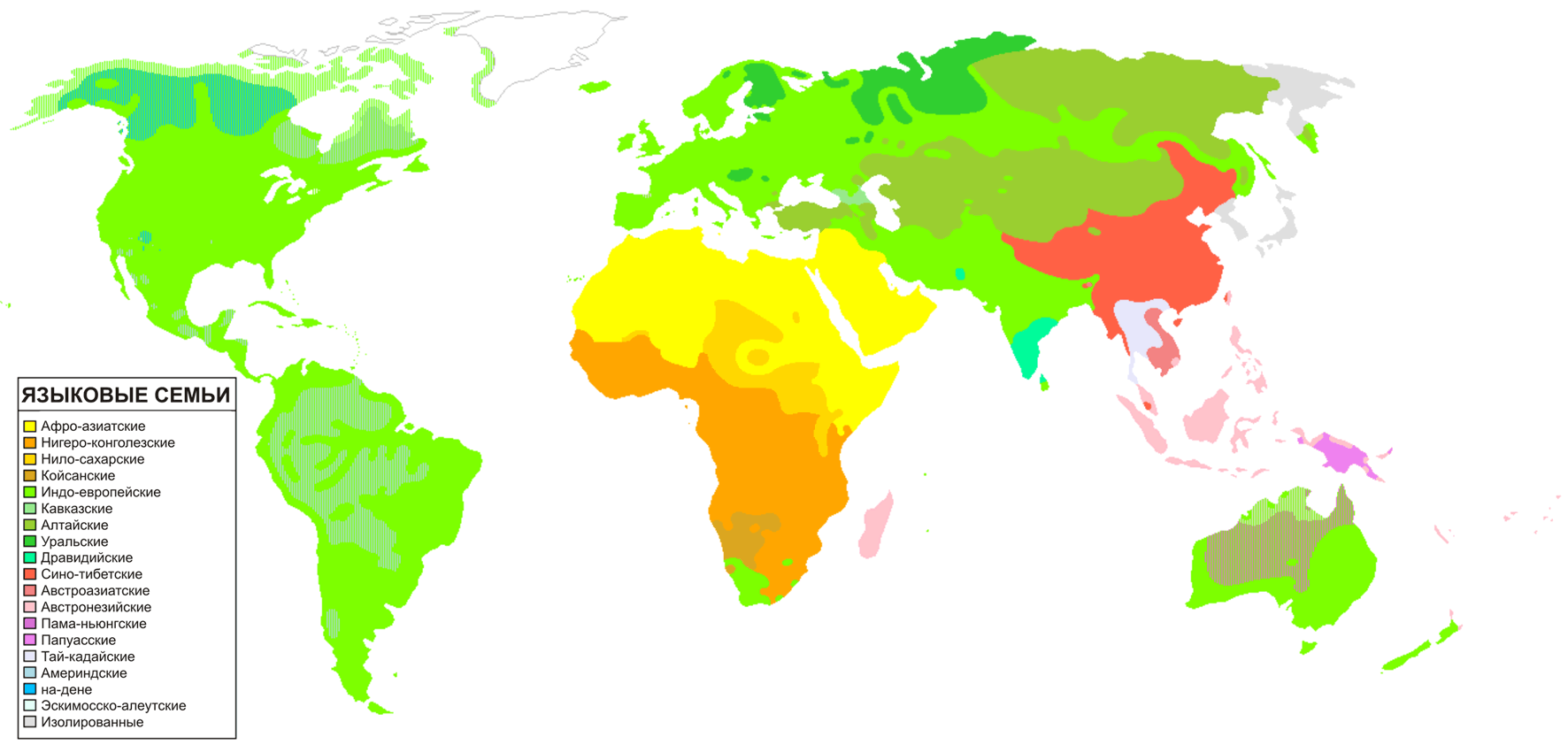

فك اللبس الدلالي (Word Sense Disambiguation) هو عملية اختيار المعنى المناسب لكل كلمة من كلمات الجملة على أساس السياق (Context). فمثلاً كلمة «مصرف» قد تأتي بمعنى «مكان آمن لحفظ الأموال» وقد تأتي بمعنى آخر «مجرى لصرف المياه» ويتمكن القارئ «البشري» من تحديد المعنى المراد عند قراءة الكلمة وفقًا للسياق الذي وردت فيه وذلك باستعانته بذكائه البشري وقدرته اللغوية ومعلوماته المعرفية. أما الحاسوب فعليه القيام بالعديد من العمليات الحاسوبية حتى يتمكن من فهم الجملة آليًّا وبالتالي تحديد المعنى المناسب وفقًا لفهمه.
وتعتبر دقة التعرف على المعنى المناسب في غاية الأهمية أثناء المعالجة الآلية للغة وخاصة في مجال الترجمة الآلية فمثلاً كلمة «مصرف» ستؤدي إلى ترجمة مختلفة (Bank) أو (Drain) وفقًا للاختيار الذي توصل إليه نظام الترجمة الآلية. ومن خلال تحديد وترتيب المواضيع (Themes) المحتملة التي تدور حولها جملة ما بطريقة آلية، يتم فك اللبس الدلالي للكلمات الموضوعية. ويتم تحديد مجموعة المجالات المختلفة للجملة من خلال معلومات موضوعية (Thematic Information) مرتبطة بمعاني الكلمات بالإضافة إلى قواعد معرفية (Knowledge Base). فمثلاً ورود اسم «شارلي شابلن» في جملة ما يدل على أن المجال هو الفن وورود اسم «روبرتو كارلوس» في سياق ما يدل على أن الموضوع رياضي... وهكذا.
ويتم فك اللبس الدلالي هذا بطريقة دقيقة من خلال إما تصفية المعاني بعيدة الاحتمال أو اختيار المعاني عالية الاحتمال.
والقدرة الفائقة في تحديد مجال الجملة وفك اللبس الدلالي الموضوعي والمبني على مجال السياق، تمكن نظام المعالجة الآلية للغة العربية من فك لبس مبدئي للنص العربي بسرعة هائلة ودقة عالية قبل الانخراط في المراحل التحليلية التقدليدية التالية وبخاصة التحليل الصرفي والدلالي والتركيبي.
وهذا التقليص من حجم اللبس الدلالي الموجه لمحركات المعالجة اللغوية التالية يؤدي إلى:
1-زيادة دقة التحليل الآلي وبالتالي دقة الفهم الآلي للنص العربي مما يؤدي إلى زيادة دقة التطبيقات المبنية عليه.
2-تقليل الموارد الحاسوبية (Computational Resources) المطلوبة من حيث الذاكرة (Memory) والمعالج (CPU).
3-تسريع عملية التحليل الآلي.
ويتم استخدام هذه الطريقة المبتكرة في العديد من أنظمة المعالجة الآلية للغة العربية وعلى رأسها الترجمة الآلية